# Missionskreuz Giesenkirchen

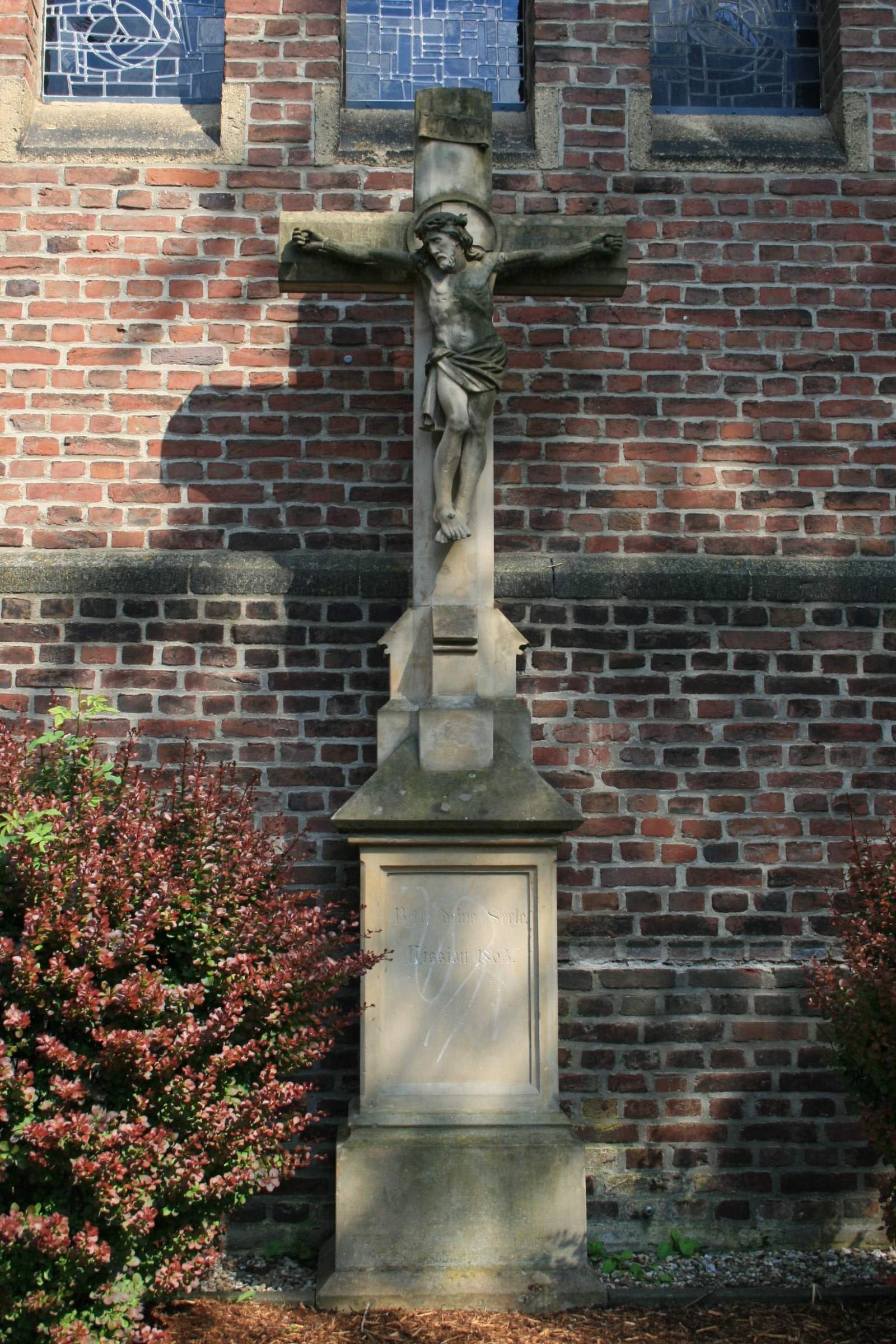
Missionskreuz (2010)

Das Missionskreuz Giesenkirchen steht am Vikarienweg im Stadtteil Giesenkirchen in Mönchengladbach (Nordrhein-Westfalen).
Das Kreuz wurde 1863 erbaut. Es ist unter Nr. V 030 am 28. Juli 2009 in die Denkmalliste der Stadt Mönchengladbach eingetragen worden.

## Architektur
Auf dem Vikarienweg, an der Südwestseite der kath. Pfarrkirche St. Gereon, unmittelbar am Konstantinplatz im Ortsteil Giesenkirchen steht ein schlankes, hohes Missionskreuz, über dem Fundament erhebt sich ein gestufter Unterbau. Durch eine Umrahmung wird ein hochrechteckiges und vertieft liegendes Feld im Mittelteil für die Inschrift hervorgehoben:
"Rette deine Seele. Mission 1863"
Darüber folgen sich mehrfach verjüngende Verdachungen, die zur Basis des Kreuzstamms überleiten. Das Kreuz besitzt starke, an den Enden gefaste Balken und trägt einen vollplastischen Steincorpus und darüber eine Tafel: "INRI".
Das Objekt ist bedeutend für die Geschichte des Menschen. An seiner Erhaltung und Nutzung besteht ein öffentliches Interesse aus ortsgeschichtlichen und volkskundlichen Gründen. Das Objekt ist als Baudenkmal schützenswert.